# David Lyons
David Lyons (Melbourne, 16 de abril de 1976) é um ator australiano. Ele é mais conhecido por ter interpretado 	Josh "ET" Holiday no drama policial Sea Patrol, Dr. Simon Brenner no drama médico ER, o super-herói The Cape em The Cape, e o general Sebastian "Bass" Monroe em Revolution.

## Educação
Formou-se em 1993 na escola independente Yarra Valley Grammar. Em 2004, graduou-se no National Institute of Dramatic Art com uma licenciatura em Artes cénicas (atuação).

## Filmografia
| Televisão | Televisão                        | Televisão                          | Televisão                             |
| Ano       | Título                           | Personagem                         | Notas                                 |
| --------- | -------------------------------- | ---------------------------------- | ------------------------------------- |
| 2016      | Game of Silence                  | Jackson Brooks                     | Elenco principal                      |
| 2013      | Revolution: Enemies of the State | General Sebastian "Bass" Monroe    | Websérie                              |
| 2012-2014 | Revolution                       | General Sebastian "Bass" Monroe    | Elenco principal                      |
| 2012      | Don't Try This at Home           | Matt                               | Episódio 7                            |
| 2011      | The Cape                         | Vincent "Vince" Faraday / The Cape | Elenco principal                      |
| 2008-2009 | ER                               | Dr. Simon Brenner                  | Elenco recorrente                     |
| 2007-2009 | Sea Patrol                       | Josh "ET" Holiday                  | Elenco principal, Temporadas 1, 2 e 3 |
| 2005      | Blue Heelers                     | Jason Tyler                        | Temporada 12, Episódios 21, 22 e 23   |

| Cinema | Cinema                                          | Cinema        | Cinema                                |
| Ano    | Título                                          | Personagem    | Notas                                 |
| ------ | ----------------------------------------------- | ------------- | ------------------------------------- |
| 2015   | Truth                                           | Josh Howard   |                                       |
| 2014   | Penance                                         | Thomas Walker | Curta-metragem                        |
| 2013   | The Trials of Cate McCall                       | Josh          |                                       |
| 2013   | Record                                          |               | Diretor e roteirista / Curta-metragem |
| 2013   | Safe Haven                                      | Kevin Tierney |                                       |
| 2012   | Save Your Legs!                                 | Prince        |                                       |
| 2012   | My Mind's Own Melody                            | Jack Winton   | Curta-metragem                        |
| 2011   | Möbius                                          | Steve         | Curta-metragem                        |
| 2011   | Swerve                                          | Colin         |                                       |
| 2010   | Eat Pray Love                                   | Ian           |                                       |
| 2010   | Day One                                         | Sam           | Telefilme                             |
| 2009   | A Model Daughter: The Killing of Caroline Byrne | Gordon Wood   | Telefilme                             |
| 2009   | Emilia Eckle                                    | Tom           | Curta-metragem                        |
| 2008   | Four                                            | Kit           | Curta-metragem                        |
| 2008   | Cactus                                          | Eli           |                                       |
| 2007   | Storm Warning                                   | Jimmy         |                                       |
| 2006   | Look Sharp                                      | Darren        | Curta-metragem                        |
| 2005   | Elemenopee                                      | Jimmy         | Curta-metragem                        |
| 2004   | The Watch                                       | Billy         | Curta-metragem                        |
| 2002   | Four Past Friday                                |               | Curta-metragem                        |
| 2001   | The Penitent Man                                |               | Curta-metragem                        |

## Teatro
- 2006: No Names ... No Pack Drill como Harry "Rebel" Porter (Parade Theatre)[2]
- 2006: A Hard God como Jack Shannon (Sydney Theater Company)[3]
- 2005: Death Variations como Homem mais novo (Downstairs Theatre)[4]
- 2005: Cyrano de Bergerac como Christian (Melbourne Theater)[5]

## Prêmios e indicações
| Ano  | Categoria                                     | Prêmio                                              | Trabalho   | Resultado |
| ---- | --------------------------------------------- | --------------------------------------------------- | ---------- | --------- |
| 2014 | Best Narrative Short                          | Grand Prize Award                                   | Record     | Venceu    |
| 2014 | Best Actor                                    | Stellae Awards                                      | Penance    | Venceu    |
| 2014 | Best Supporting Actor in a Television Series  | Prêmio Saturno                                      | Revolution | Indicado  |
| 2014 | Best Actor (Summer 2014)                      | Los Angeles International Underground Film Festival | Penance    | Venceu    |
| 2014 | Best Actor Audience Award (Summer 2014)       | Los Angeles International Underground Film Festival | Penance    | Venceu    |
| 2014 | Best Actor                                    | NYLA International Film Festival                    | Penance    | Venceu    |
| 2014 | Best Narrative Short                          | Tribeca Film Festival Award                         | Record     | Indicado  |
| 2014 | Best Short Fiction Film (junto a Dave Szamet) | AACTA Awards                                        | Record     | Indicado  |
| 2013 | Best Short Film Director                      | Rouben Mamoulian Award                              | Record     | Venceu    |
| 2008 | Most Popular New Male Talent                  | Logie Award                                         | Sea Patrol | Indicado  |